# .mo
.mo è il dominio di primo livello nazionale assegnato a Macao.
Originariamente amministrato dall'Università di Macao, dal 2011 è gestito dal Macao Network Information Center (MONIC).
Nel 2015 ICANN ha approvato il dominio internazionalizzato .澳門 (xn--mix891f).